# Episodi di Fiore e Tinelli (terza stagione)
La terza stagione di Fiore e Tinelli è andata in onda a partire dal 9 dicembre 2009 su Disney Channel da lunedì a venerdì alle ore 19:55.
| nº | Titolo              | Prima TV Italia  |
| -- | ------------------- | ---------------- |
| 1  | Torna Fiore         | 9 dicembre 2009  |
| 2  | La pagella          | 10 dicembre 2009 |
| 3  | L'invito            | 11 dicembre 2009 |
| 4  | La partenza         | 14 dicembre 2009 |
| 5  | Le cose degli altri | 15 dicembre 2009 |
| 6  | Ricchi dentro       | 16 dicembre 2009 |
| 7  | Gelosia             | 17 dicembre 2009 |
| 8  | Ciak, si gira       | 18 dicembre 2009 |
| 9  | Vita da cani        | 21 dicembre 2009 |
| 10 | Televisione         | 22 dicembre 2009 |
| 11 | Amici nemici        | 23 dicembre 2009 |
| 12 | Quiz in famiglia    | 24 dicembre 2009 |
| 13 | Celebrità           | 25 dicembre 2009 |
| 14 | Fratelli e sorelle  | 28 dicembre 2009 |
| 15 | Pesce d'aprile      | 29 dicembre 2009 |

## Torna Fiore
- Diretto da:
- Scritto da:

### Trama
Tinelli organizza una festa a sorpresa per il ritorno di Fiore ma quando Maria Vittoria dice a Tinelli di andare a casa Fiore per riprendere il rinfresco che Flora e Rino avevano preso mentre spiegavano che Fiore non era ancora arrivata, lì c'è quest'ultima che gli fa una sorpresa.
- Guest star: Alessandra Placenti (Sole)

## La pagella
- Diretto da:
- Scritto da:

### Trama
Tinelli porta a casa una pagella con orribili voti. Al contrario Annina prende bellissimi voti. Tinelli decide di inventare una scusa per far passare in secondo piano la pagella. Fiore sta al gioco dicendo che è precipitato un meteorite ben visibile in cortile. Purtroppo la scusa non funziona, e si scopre che in realtà il meteorite è una scultura di cartapesta fatta da Fiore.

## L'invito
- Diretto da:
- Scritto da:

### Trama
Tinelli invita Sole o Fiore allo spettacolo di Mimmo il mimo. Le ragazze fingono di essere interessate ma in realtà non lo sono e inventano delle scuse. Tinelli, però, porterà una sorpresa alle due ragazze, bensì porta Mimmo il mimo in casa sua. Intanto Enzo riceve delle telefonate dalle amiche di Maria Vittoria indirizzate all'ultima, ma Enzo, secondo la sua consorte, non è esplicito nel rispondere nelle chiamate.
- Guest star: Alessandra Placenti (Sole), Gigi Rosa (Mimmo il mimo), Elisabetta Torlasco (Amica di Maria Vittoria)

## La partenza
- Diretto da:
- Scritto da:

### Trama
Sole deve partire ma non sa come dirlo a Tinelli. Allora fa credere a quest'ultimo di essere sempre vicino a lui quando è in viaggio però Timo rovina tutto. Allora Fiore lo allena a non piangere. Arriva il momento della partenza e Tinelli riesce nell'intento ma pure nonna Elvira decide di partire perché è innamorata di Capitan Trinchetto, il nonno di Sole e di Fiore, provocando così un pianto di gruppo.
- Guest star: Alessandra Placenti (Sole), Geraldo Pagannini (Capitan Trinchetto)

## Le cose degli altri
- Diretto da:
- Scritto da:

### Trama
Tinelli riesce a prendere di nascosto il prezioso cronometro del nonno Mario Vittorio, che la madre aveva proibito di toccare. Quando lo sta per rimettere a posto, Maria Vittoria lo vede e pensa che lo voglia prendere, così mette Annina di guardia. 
Nel frattempo, Maria Vittoria deve andare dal parrucchiere e ha bisogno della bicicletta che ha prestato ai Fiore. Credendoli fuori casa, prende la bicicletta di nascosto, ma invece i Fiore erano in casa e credendo che la bici sia stata rubata avvertono la polizia.
- Guest star: Antonio Rucco e Gaetano Zerbo (I poliziotti)

## Ricchi dentro
- Diretto da:
- Scritto da:

### Trama
Enzo e Maria Vittoria fanno finta di avere gravi problemi economici per far imparare a Tinelli ed Annina ad apprezzare le cose che hanno e a non chiederne di più. Ma quando i Fiore scoprono il trucco, vendono la loro casa per aiutarli e si trasferiscono da loro. La casa dei Fiore la compra nonna Elvira.

## Gelosia
- Diretto da:
- Scritto da:

### Trama
Dopo che Fiore invita un ragazzo a casa sua, Tinelli si ingelosisce e le confessa di essere innamorato di lei. Fiore gli dice che ricambia, ma che non vuole stare con lui per via della sua gelosia. Enzo allora, lo aiuta. Quando l'amico di Fiore arriva, Tinelli rimane impassibile; il ragazzo, però, le chiede di sposarlo. Fiore chiede aiuto a Tinelli che però non reagisce provocando uno scontro tra i due.
- Guest star: Vera Castagna e Elisabetta Torlasco (Amiche di Maria Vittoria), Tommaso Severgnini (Amico di Fiore)

## Ciak, si gira
- Diretto da:
- Scritto da:

### Trama
Enzo è riuscito a procurarsi l'unica copia disponibile del film La principessa e il ranocchio, ma per sbaglio Tinelli ci registra sopra una partita di calcio. Per rimediare, decidono di rifare il film.
Nel frattempo, i Fiore chiedono a Maria Vittoria di insegnare loro a litigare.

## Vita da cani
- Diretto da:
- Scritto da:

### Trama
Fiore prende un cagnolino, Batuffolo, a cui si affeziona molto. Quando lo affida a Tinelli per un paio d'ore, Batuffolo scappa. Così, Tinelli compra un cane simile e lo sostituisce, ma ovviamente Fiore non ci casca. Per fortuna, Batuffolo torna. Intanto Annina non sopporta Pier Gigi, il suo ragazzo, e non sa come lasciarlo. 
- Guest star: Filippo Spagliardi (Pier Gigi)

## Televisione
- Diretto da:
- Scritto da:

### Trama
Fiore pensa che Tinelli sia troppo attaccato alla tv e gli propone di non vedere la televisione per una settimana per scommessa. Fiore toglie le pile al telecomando e quando Enzo torna a casa crede che sia rotto e cerca di nasconderlo a Maria Vittoria. Tinelli, senza la televisione, sviluppa un'eccessiva passione per il giardinaggio che lo tiene ancora più impegnato di prima, e Fiore lo induce a rivedere di nuovo la tv.

## Amici nemici
- Diretto da:
- Scritto da:

### Trama
Fiore si arrabbia con Tinelli perché spreca inutilmente acqua e litigano tanto che non si parlano più. Timo e Annina, per fargli fare pace, propongono ai due di fare come se si fossero appena conosciuti. Inizialmente tutto funziona, ma Fiore vede di nuovo Tinelli sprecare acqua e tornano a non parlarsi più. Annina dice a Fiore che Tinelli le chiede scusa e lo stesso fa Timo con Tinelli (ma non è vero), così tutto si risolve. Intanto Maria Vittoria per entrare nel club del galateo deve istruire una persona alle regole del galateo e sceglie Flora. Quest'ultima si rivela un'ottima signora educata quindi la prendono al posto di Maria Vittoria.
- Guest star: Cristina Gasperi e Tina Venturi (Fondatrici del club delle "Signore Educate, Ordinate e Gentili")

## Quiz in famiglia
- Diretto da:
- Scritto da:

### Trama
I Fiore e i Tinelli partecipano al programma Quiz in famiglia, condotto da Amadeus. I Fiore rispondono bene a tutte le domande, e i Tinelli decidono di scambiare un proprio membro con uno dell'altra squadra: cambiano Tinelli con Fiore. Purtroppo, senza volerlo Tinelli risponde correttamente alla domanda decisiva per la vittoria e vincono i Fiore.
- Guest star: Amadeus (sé stesso)

## Celebrità
- Diretto da:
- Scritto da:

### Trama
Dopo aver salvato un gattino, Tinelli diventa molto famoso e inizia a montarsi la testa e ad ignorare Fiore, mentre Timo e Annina sfruttano la popolarità di Tinelli vendendo magliette. Quando un elefante scappa dallo zoo e Tinelli deve cercare di riportarlo indietro, chiede l'aiuto di Fiore che nonostante tutto lo perdona.

## Fratelli e sorelle
- Diretto da:
- Scritto da:

### Trama
Tinelli e Annina trovano un aeroplanino telecomandato nel cespuglio di casa e nonostante Tinelli cerchi di tenerlo per sé, Annina riesce a prenderglielo dimostrando di saperne più di lui sugli aerei. Quando il cosiddetto proprietario dell'aeroplanino la insulta dicendo che è una ladra, Tinelli la difende, ma quando il padre del ragazzino irrompe Tinelli si tira indietro. Fiore prende un brutto voto in Storia dei Cucu e i suoi genitori cercano di farla recuperare con l'aiuto di Enzo e Maria Vittoria.
- Guest star: Matteo Fasciano e Alfredo Simeone

## Pesce d'aprile
- Diretto da:
- Scritto da:

### Trama
È il primo aprile e Fiore manda a Tinelli una lettera che gli dice di essere entrato nei pulcini del Milan. Tinelli si accorge che era uno scherzo e decide di vendicarsi: manda a Fiore una lettera in cui dice di essere stata scelta come palombaro. Fiore è sicura che sia uno scherzo, ma controlla ed effettivamente l'indirizzo corrisponde. Quando torna a casa dice che l'hanno presa e che dovrà frequentare un corso d'addestramento durissimo in acque piene di squali; Tinelli si preoccupa e confessa lo scherzo, anche se Fiore l'aveva capito e aveva inventato tutto. Nel frattempo, i Fiore festeggiano il primo d'Aprile alla maniera dei Kuku e dei Bamba: anziché fare gli scherzi, li devono subire.
- Guest star: Raffaele Fallica (Cliente di Enzo)